# Hypnobartlettia
Hypnobartlettia là một chi rêu trong họ Amblystegiaceae.